# Rétrécisseur de sexe
Un rétrécisseur de sexe, ou réducteur de sexe, est un sorcier qui, d'après certaines croyances en cours en Afrique de l'Ouest depuis la fin  des années 1990, aurait la capacité de réduire la taille du pénis des hommes avec qui il entre en contact physique, par exemple par une poignée de main. Ces personnages créés par une rumeur locale à Bamako ont, d'après Jean-Jacques Mandel, suscité des mouvements de panique et de révolte à l'origine de près de trois cents morts et de plus de trois mille blessés selon des études de 2008.